# Periclimenes rathbunae
Periclimenes rathbunae is een garnalensoort uit de familie van de Palaemonidae. De wetenschappelijke naam van de soort is voor het eerst geldig gepubliceerd in 1924 door Schmitt.